# X хромозом
X хромозом је врста полног хромозома што значи да је њиме одређен пол јединке: жене у кариотипу имају два X хромозома, а мушкарци само један.
Према величини X хромозом припада групи C у хуманом кариотипу и налази се између хромозома број 6 и 7. Према положају центромере је субметацентричан. 

## Мапирани гени X хромозома
X хромозом садржи велики број гена од којих многи не одређују полне карактеристике, односно, много је већи број гена на X хромозому за телесне особине него за полне. Мапирањем људског генома одређено је присуство великог броја гена на X хромозому који детерминишу следеће поремећаје и болести:
- неколико облика далтонизма:
  - слепило за плаву боју
  - слепило за зелену боју
  - слепило за црвену боју
- хемофилија А и Б
- ментална ретардација са психозом
- идиопатски фамилијарни низак раст
- М2 акутна мијелоидна леукемија
- ретинитис пигментоза
- атрофија оптичког нерва
- урођено ноћно слепило, тип 1 и трип 2
- тромбоцитопенија
- хипофосфатемија, тип 3
- протеинурија
- инсулин-зависна шећерна болест
- умерен и тежак недостатак имунитета
- ментална ретардација
- расцеп непца (анкилоглосија)
- хипофункција хипофизе
- малформације шаке и стопала, тип 2
- хипопаратироидизам
- гихт
- тумор герминативних ћелија тестиса
- хемолитичка анемија
- дисплазија срчаних залистака
- хидроцефалус
- миопија (Борнхолм)
- расцеп мрежњаче
- Конгенитална агамаглобулинемија (Братон)
- меланом
- породична типична мигрена
- карцином простате
- карцином дојке мушкарца
- глувоћа
- дистофија штапића
- Елерс-Данлос синдром тип X
- миотубуларна миопатија и др.

## Нумеричке аберације X хромозома
Нумеричке аберације X хромозома, анеуплоидије, су мање штетне од аберација аутозома јер се сваки прекобројни X хромозом инактивира, постаје Барово тело.
Као последица аберација X хромозома могу се јавити следећи поремећаји:
1. Тарнеров синдром чија је учесталост 1 : 25000 женске новорођенчади и не зависи од старости мајке; кариотип је 45, XO;
2. Клинефелтеров синдром са учесталошћу од 1 : 1000 мушке новорођенчади и кариотипом 47, XXY;
3. Тризомија X хромозома жене са учесталошћу 1 : 1000 женске новорођенчади и кариотипом 47, XXX;
4. Полизомије X хромозома у женском полу са више од једним прекобројним хромозомом са кариотиповима: 48,XXXX и 49,XXXXX
5. Полизомије X хромозома у мушком полу од којих су до сада описане: 48,XXXY, 49,XXXYY, 48,XXYY.

## Структурне аберације X хромозома
Најчешће структурне аберације X хромозома фенотипски се манифестују као Тарнеров синдром, а представљају:
- изохромозом дугог крака X хромозома, што се често јавља у виду мозаика - 45,X/46,Xi(Xq)
- делеције дугог крака X хромозома (Xq)

## Реверзија пола
Особе које имају реверзију пола су са неусклађеним фенотипом према конституцији полних хромозома:

### XX жене и XY мушкарци
Данас се зна да за одређивање мушког пола није потребан цео Y хромозом већ само један део његовог кратког крака назван SRY (TDF)који садржи ген за развиће тестиса још на ступњу ембриона. То је само почетак у развићу мушког пола, а касније се активира читав низ гена који управљају његовим развићем. Смештај SRY-гена (TDF ген) близу краја крака хромозома носи одређене опасности. Може се десити да се део са SRY-геном одломи током сперматогенезе и изгуби (делеција) или се причврсти за нпр. X хромозом (транслокација). Као резултат тога настаће:
- Y-сперматозоид који нема SRY-ген и
- X-сперматозоид који на X хромозому има прикачен SRY-ген.

Када такви сперматозоиди оплоде јајне ћелије настаће тзв. XY жене или XX мушкарци. Према томе, мушки пол не одређује Y хромозом сам по себи већ присуство SRY-гена на њему.
XX мушкарци описани су први пут 1964. г. Јављају се са учесталошћу од 1:20 000 мушке новорођенчади. Имају фенотип сличан мушкарцима са Клинефелтеровим синдромом: спољашње мушке гениталије, а у тестисима нема сперматогенезе (неплодност), али су нижи од нормалних мушкараца што представља доказ да се на Y хромозому налази ген за раст. 
XY жене су генетички мушкарци са израженим женским фенотипом. Имају женске спољашње полне органе и Милерове канале. Због недостатка SRY гена на Y хромозому индиферентне гонаде се развијају у јајнике али пошто нема два X хромозома јајници прелазе у везивне траке.

### 45,XО мушкарци
Код оваквих особа се део Y хромозома налази прикачен за неки од аутозома, а не X хромозома како је то код XX мушкараца, као последица реципрочне транслокације. 
Фенотип ових мушкараца зависи од:
- величине сегмента Y хромозома који је транслоциран
- аутозома на који је тај део транслоциран.

Тако, нпр. дечак са транслокацијом дела Y хромозома на кратки крак хромозома 5 има синдром мачјег плача.

### Прави хермафродити
Хермафродитна особа поседује и ткиво јајника и ткиво тестиса при чему та ткива могу бити различито распоређена:
- на једној страни тела је јајник, а на другој тестис;
- на једној страни или обострано се налази помешано ткиво јајника и тестиса, тзв. овотестис.

Остале особине фенотипа су:
- спољашњи полни органи су неодређени (амбивалентни)
- најчешће постоји материца па већина особа има менструацију
- у гонадама се ретко образују сперматозоиди, али су зато присутне ооците чак и у овотестису